# グラナイトグレー
グラナイトグレー（Granite gray）とは、デービスグレーやディムグレーに近い色で無彩色の一種。グラナイト（Granite）とは花崗岩を意味する。

## 近似色
- デービスグレー
- ディムグレー